# Condado de Kittson
O Condado de Kittson é um dos 87 condados do estado americano do Minnesota. A sede do condado é Hallock, e sua maior cidade é Hallock.
O condado possui uma área de 2 858 km² (dos quais 17 km² estão cobertos por água), uma população de 5 285 habitantes, e uma densidade populacional de 2 hab/km² (segundo o censo nacional de 2000). O condado foi fundado em 1849.